# Yasmine Bleeth
Yasmine Amanda Bleeth (født 14. juni 1968) er en amerikansk skuespiller, der blev kendt for sin rolle som Caroline Holden i tv-serien Baywatch.
Hun var kærester med Beverly Hills 90210-stjernen Luke Perry.